# 加藤純平
加藤 純平（かとうじゅんぺい、本名：加藤 豪一、1960年2月13日 - ）は、日本の俳優。東京都出身。アートプロモーション所属。身長170cm、体重62kg。獨協大学法学部卒業。

## 人物・略歴
1980年に『土佐の一本釣り』での一般公募2300人以上参加のオーディションで主演の純平役を勝ち取り、スクリーンデビュー。
『長七郎江戸日記』（第一シリーズ）では田村右平次役でレギュラー出演、中村梅雀主演の『信濃のコロンボ』シリーズにレギュラー出演するなど、200以上の作品に携わる。
30代からは演技レッスン講師を務め、100人以上の俳優デビューに尽力。
2015年に映画「中野諜報員」で監督と脚本を務め、伊賀忍者映画祭コンペ通過。
40代よりシネマプロデュースにおいて、映像で俳優を目指す人のためのプロデューサーや監督のワークショップを企画運営している。

## 出演

### テレビドラマ
NHK
- 連続テレビ小説
  - 「はね駒」（1986年） ‐ 三島記者
  - 「すずらん」（1999年）
- NHK大河ドラマ
  - 「武田信玄」（1988年） - 正三郎役
  - 「春日局」（1989年） - 弁之助役
- 大石内蔵助
- 仮想空間Σ
- 最後の忠臣蔵
- 次郎長 背負い富士

日本テレビ
- 木曜ゴールデンドラマ（YTV）
  - 「氷点」（1981年4月9日）
  - 「新・哀しみは女だけに」（1981年4月16日）
- 長七郎江戸日記 第1シリーズ （1983年〜1984年、日本テレビ系・ユニオン映画） - 田村右平次役
- 火曜サスペンス劇場「九門法律相談所3・失踪宣告」（1995年8月22日放送、日本テレビ系・日本映像）
- 炎の如く　吉田松陰　桂小五郎役

TBS
- 刑事犬カール2（1981年）
- ぼくらの時代（1981年） - 正雄役
- われら動物家族（1981年 - 1982年） - 藤堂恵二役
- 大岡越前（C.A.L）
  - 第8部 第20話「札つき婆命を賭けた大芝居」（1984年12月3日） - 啓之助役
  - 第14部 第7話「復讐果たす怒りの十手」（1996年7月29日） - 新吉役
- 水戸黄門（C.A.L）
  - 第15部 第37話「悪乗り八兵衛若旦那・熊谷」（1985年10月7日） - 伊之助役
  - 第16部 第36話「めざす敵は瓜二つ -白河-」（1986年12月29日） - 多吉役
  - 第17部 第23話「黄門様の占い縁結び・姫路」（1988年2月1日） - 友吉役
  - 第18部
    - 第4話「「花嫁衣裳の秘密 -小山-」（1988年10月3日） - 安次郎役
    - 第31話「邪剣砕いた献上刀 -鎌倉-」（1989年4月17日） - 友次郎役

  - 第19部 第28話「占い名人梅里先生 -川越-」（1990年4月9日） - 与七役
  - 第20部 第30話「刀鍛冶の仇討ち悲願 -岡山-」（1991年6月3日） - 直次役
  - 第21部
    - 第17話「御老公の盗っ人仁義 -丸亀-」（1992年7月27日） - 清之助役
    - 第28話「黄門一家は用心棒 -諏訪-」（1992年10月12日） - 房吉役

  - 第22部 第26話「誘拐された黄門さま -豊岡-」（1993年11月8日） - ぶん太役
  - 第23部 第25話「怨念!化け猫騒動 -佐賀-」（1995年1月30日） - 佐吉役
  - 第24部 第14話「波瀾万丈!薩摩の対決・鹿児島」（1995年12月18日） - 庄吉役
- 江戸を斬るVII 第18話「恩返し涙の白洲」（1987年） - 弥之助役
- 星の流れに　原田知世主演
- 愛の劇場
  - 『お見合いの達人』（1994年） ‐ 平井洋一
  - 『夏は秘密がいっぱい』（1994年） - 先生役
- 水戸黄門外伝 かげろう忍法帖 第5話「桔梗の花は死の匂い・相馬」（1995年6月19日、C.A.L） - 月岡慎吾役
- 検事 沢木正夫2（2006年）
- 月曜ゴールデン「西村京太郎サスペンス 十津川警部シリーズ41　寝台特急殺人事件」（2009年）

フジテレビ
- 現代神秘サスペンス「三階の魔女」（1989年7月10日放送、関西テレビ放送・東映）
- 実録犯罪史　金の戦争　ビートたけし主演　NHK新聞記者役
- 裸の大将 第51話「清と月の砂漠」（1991年、KTV / 東阪企画） - 的場八郎役
- 銭形平次 第4シリーズ 第4話「喪服の花嫁」（1994年） - 卯之助役
- 剣客商売 第4シリーズ 第4話「赤い糸」（2003年） - 与助役
- 愛しき者へ（東海テレビ）
- 幸福の明日（東海テレビ）

テレビ朝日
- 暴れん坊将軍シリーズ
  - 暴れん坊将軍II 第120話「“にが手”は恋の指南役!」（1985年8月17日） - 荒見作次郎
  - 暴れん坊将軍III
    - 第38話「さまよう鬼女の面」（1988年） - 塚本俊平
    - 第61話「淡雪に祈りの恋奉公!」（1989年） - 木島平助

  - 暴れん坊将軍IV
    - 第6話「天晴れ! 孝行息子に名裁き」（1991年） - 周介役
    - 第63話「情けに泣いた復讐鬼!」（1992年） - 今井幸次郎役

  - 暴れん坊将軍V 第7話「哀れ、女の舟唄!」（1993年） - 仙七役
- 三匹が斬る!
  - 第3シリーズ 第12話「謎の幽霊船、鬼も泣いたか島原哀歌」（1990年4月26日） - 橋本和彦役
- 将軍家光忍び旅
  - 第1シリーズ 第19話「家光が用心棒?桑名の宿の仇討ち!」（1991年） - 友吉役
- 土曜ワイド劇場
  - 「事件2」
  - 「牟田刑事官事件ファイル28」（2000年） - 永井隆弘
  - 「弁護士・森江春策の裁判員法廷2」（2010年）
- はぐれ刑事純情派

テレビ東京
- 大江戸捜査網 第549話「品川遊廓おんな蟻地獄」（1982年） - 三次役
- あばれ医者嵐山 第9話「じょんがらの女」（1995年） - 榊一郎太役
- 水曜ミステリー9『信濃のコロンボ事件ファイル』シリーズ 第4作〜（2003年〜） - 吉井刑事役

### 映画
- 土佐の一本釣り（1980年、松竹） - デビュー
- 超能力者　未知への旅人（東映）
- この子を残して（松竹）
- 平成・土佐の一本釣り
- 龍飛岬
- 母 小林多喜二の母の物語

### ラジオ
- みんな大好き!（NHK）